# Kajetan Hoffmann

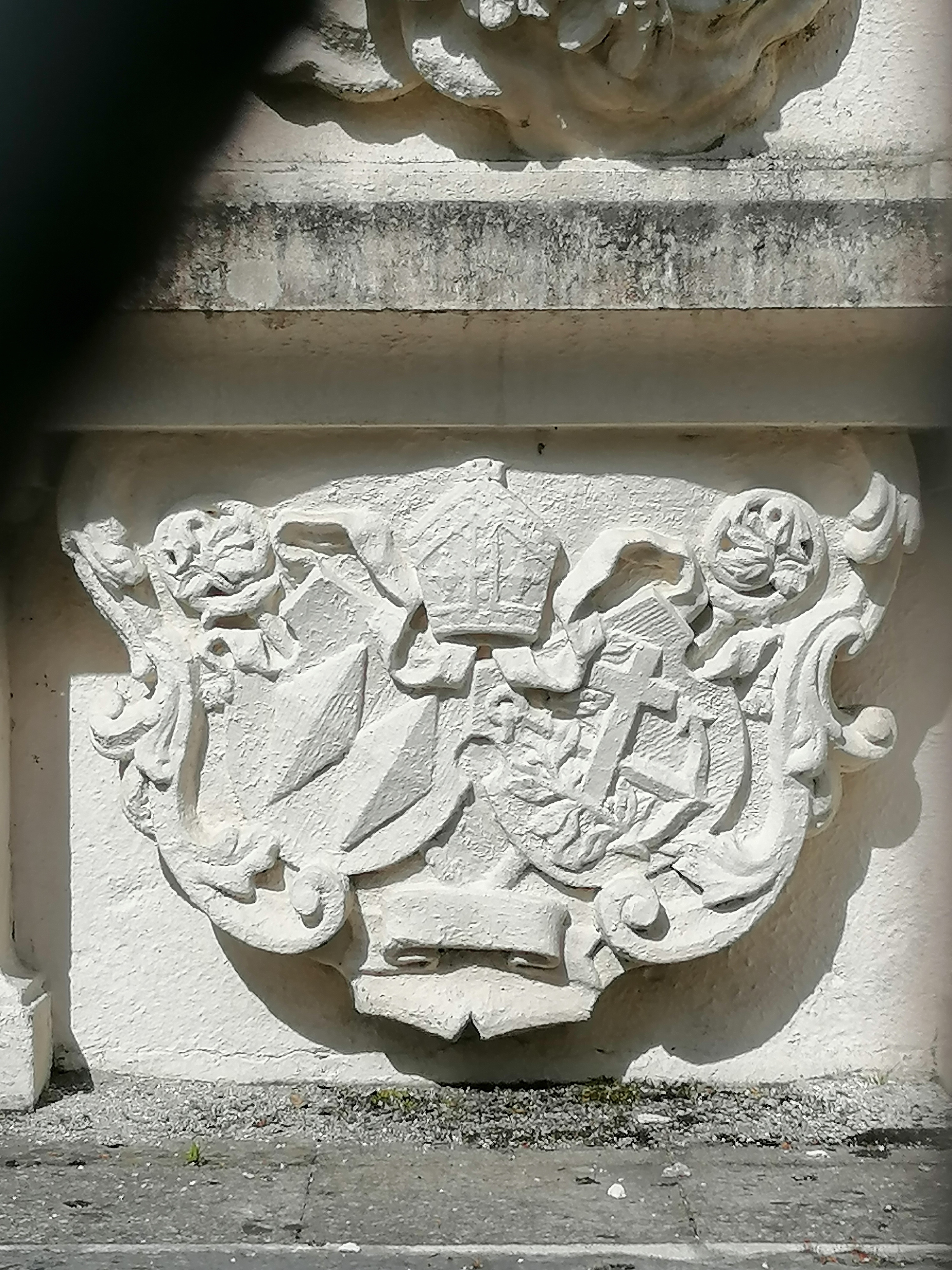
Wappen des Abtes Kajetan Hoffmann an der von ihm restaurierten Admonter Mariensäule

Kajetan Hoffmann, OSB (* 11. Dezember 1840 als Karl Hoffmann in Pettau; † 13. März 1907 in Admont), war ein salzburgischer römisch-katholischer Geistlicher und von 1890 bis 1891 zunächst Administrator und 1891 bis 1907 62. Abt der Benediktinerabtei St. Blasius zu Admont.

## Leben und Wirken
Nach dem unerwarteten Tod von Guido Schenzl im  November 1890 war Kajetan Hoffmann zunächst als Administrator des Stifts bestellt und im darauffolgenden Jahr zum Abt gewählt worden. Hoffmann hatte seit 1865 dem Stift angehört und war als Professor der Lateinischen und Griechischen Sprache am Akademischen Gymnasium Graz tätig, wobei „er sich bald auch in wissenschaftlichen Kreisen einen Namen“ durch die Veröffentlichungen Eine Admonter Pergamenthandschrift der Exzerpte des älteren Seneca (1874) und Tyrtäus und seine Kriegslieder (1877) machte. Zuletzt war er als Kämmerer im Stift Admont tätig gewesen. In seine Zeit als Abt erfolgte 1892 der Verkauf der Burg Strechau mit dem zugehörigen Gut.
Die Amtszeit von Abt Kajetan stellt eine Zeit der kulturellen Blüte des Stifts dar. Unter ihm erhielt die Stiftskirche Admont wesentliche Teile ihrer künstlerischen Ausstattung, zu der er selbst 1895 mit der Stiftung zweier, von Franz Xaver Pernlochner gemalter Fenster mit der Darstellung der Schenkung der hl. Hemma von Gurk und der Kirchengründung durch den Salzburger Erzbischof Gebhard beitrug. 1898 veranlasste er die Restaurierung der Mariensäule. Darüber hinaus galt sein besonderes Interesse dem von Pater Gabriel Strobl aufgebauten Naturhistorischen Museum des Stifts, das er durch den Ausbau der Räumlichkeiten und den Ankauf von Sammlungen förderte. Desgleichen wurde die Neuordnung der Reste des Stiftsarchivs und der Münzsammlung sowie die historische Forschung zur Geschichte des Stifts durch den Stiftsarchivar Pater Jakob Wichner vorangetrieben. Die Theologische Hauslehranstalt, die die Priesterausbildung innerhalb des Klosters gewährleisten sollte, verfügte über renommierte akademische Lehrer. So listete die Deutsche Morgenländische Gesellschaft „P. Placidus Steininger, Professor des Bibelstudiums in der Benediktiner-Abtei Admont“ unter ihren Mitgliedern.
Eine intensive Förderung erfuhr unter dem zeitweise auch als Chordirigent tätigen Abt Kajetan die Pflege der geistlichen Musik namentlich durch den Brahms-Schüler Pater Viktorin Berger, den er 1894 zu seiner weiteren musikalischen Ausbildung zunächst an das Prager Konservatorium und anschließend an das Konservatorium Wien sandte. Auf Einladung des Stifts besuchte der Wiener Komponist Robert Fuchs 1902 erstmals Admont, wo er im darauffolgenden Jahr die Messe in e–Moll von Heinrich von Herzogenberg dirigierte und später seine Admonter Messe komponierte. Der akademische Maler Augustin Maria Kurtz-Gallenstein war seit 1900 im Dienste des Stifts tätig und hier u. a. mit der Restaurierung von Fresken betraut.
Wie sein Nachruf ausführt, wurde unter seiner Regie „der Musiksaal vergrößert, mit viel Geschmack verschönert und seiner Bestimmung entsprechend ausgebaut, der Stiftshof, welcher bei Antritt seiner Regierung noch viele Spuren des großen Brandes von 1865 trug, in einen idyllischen Park umgewandelt, die Prälatur und viele ehrwürdige Denkmäler restauriert, die elektrische Beleuchtung eingeführt, die Stiftsbibliothek, besonders das wertvolle Archiv und die Münzensammlung geordnet, das Naturhistorische Museum bedeutend bereichert und vergrößert und endlich die für die gesundheitlichen Verhältnisse so wichtige Hochquellenleitung für Stift und Markt gebaut.“ Durch Verkauf des Quellgebiets in Wildalpen an die Stadt Wien 1899 ermöglichte er den Bau der II. Wiener Hochquellenleitung. Nach Kajetan Hoffmann wurde die Kajetanpromenade in Admont benannt, die einen Teil des von ihm gestalteten Landschaftsparks in der Umgebung des Stifts darstellt.
Das persönliche Wappen von Kajetan Hoffmann zeigt mit Kreuz, Anker und Akazienzweig die Embleme der Theologischen Tugenden Glaube, Hoffnung (zugleich in Allusion auf seinen Familiennamen) und Liebe mit dem persönlichen Motto DUM SPIRO SPERO (Solange ich atme, hoffe ich).

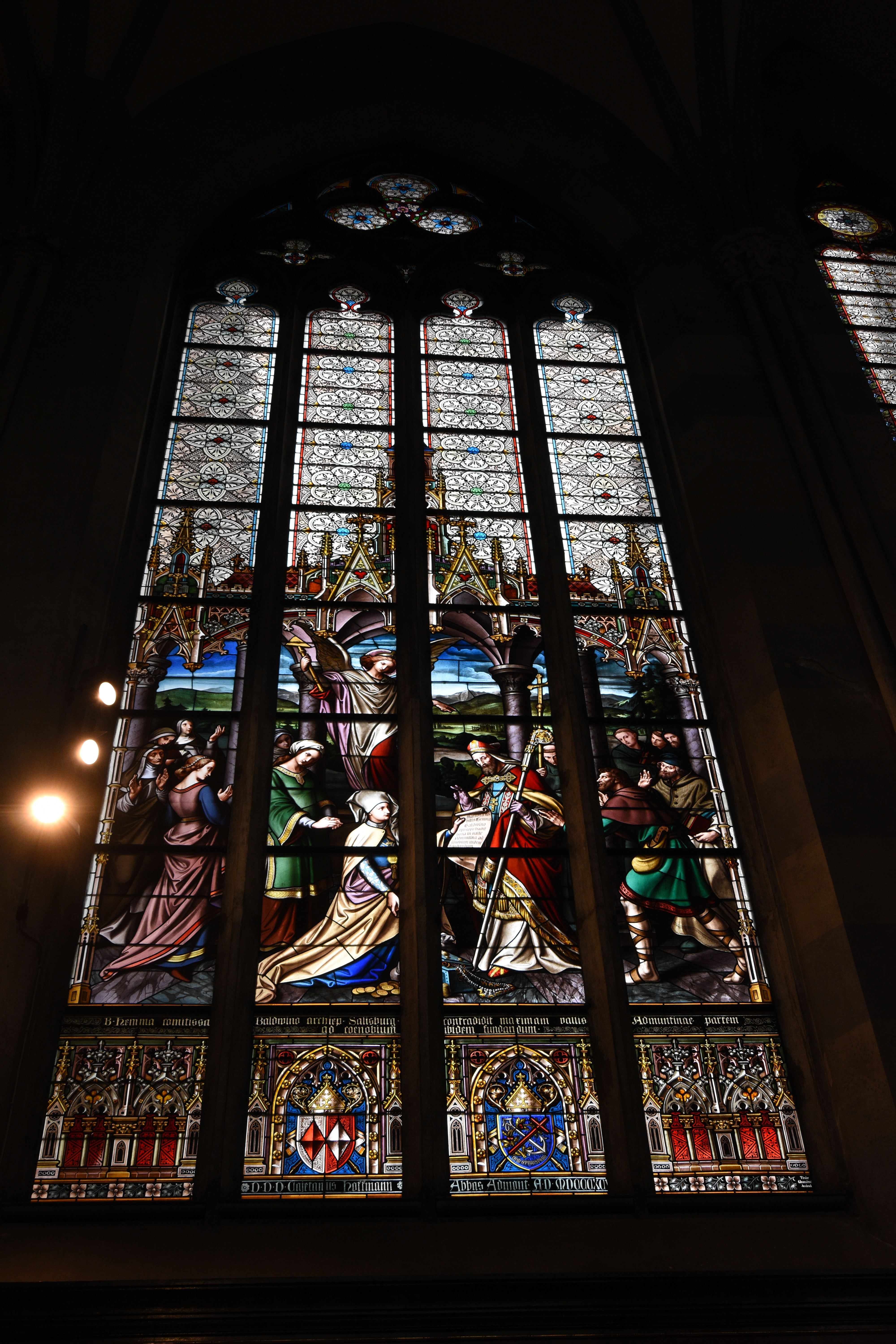
Hemma-Fenster im Chor der Admonter Stiftskirche
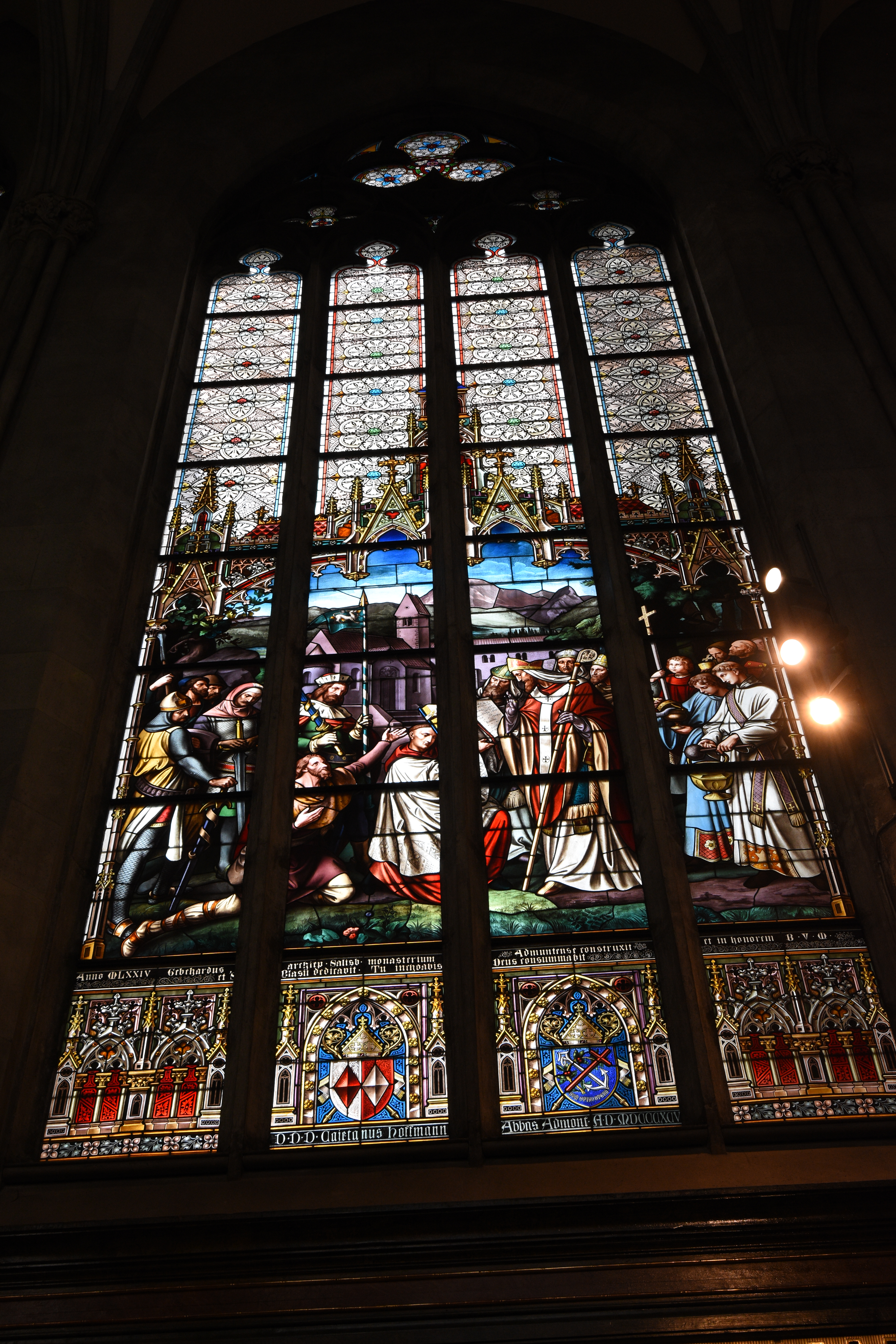
Gebhard-Fenster im Chor der Admonter Stiftskirche
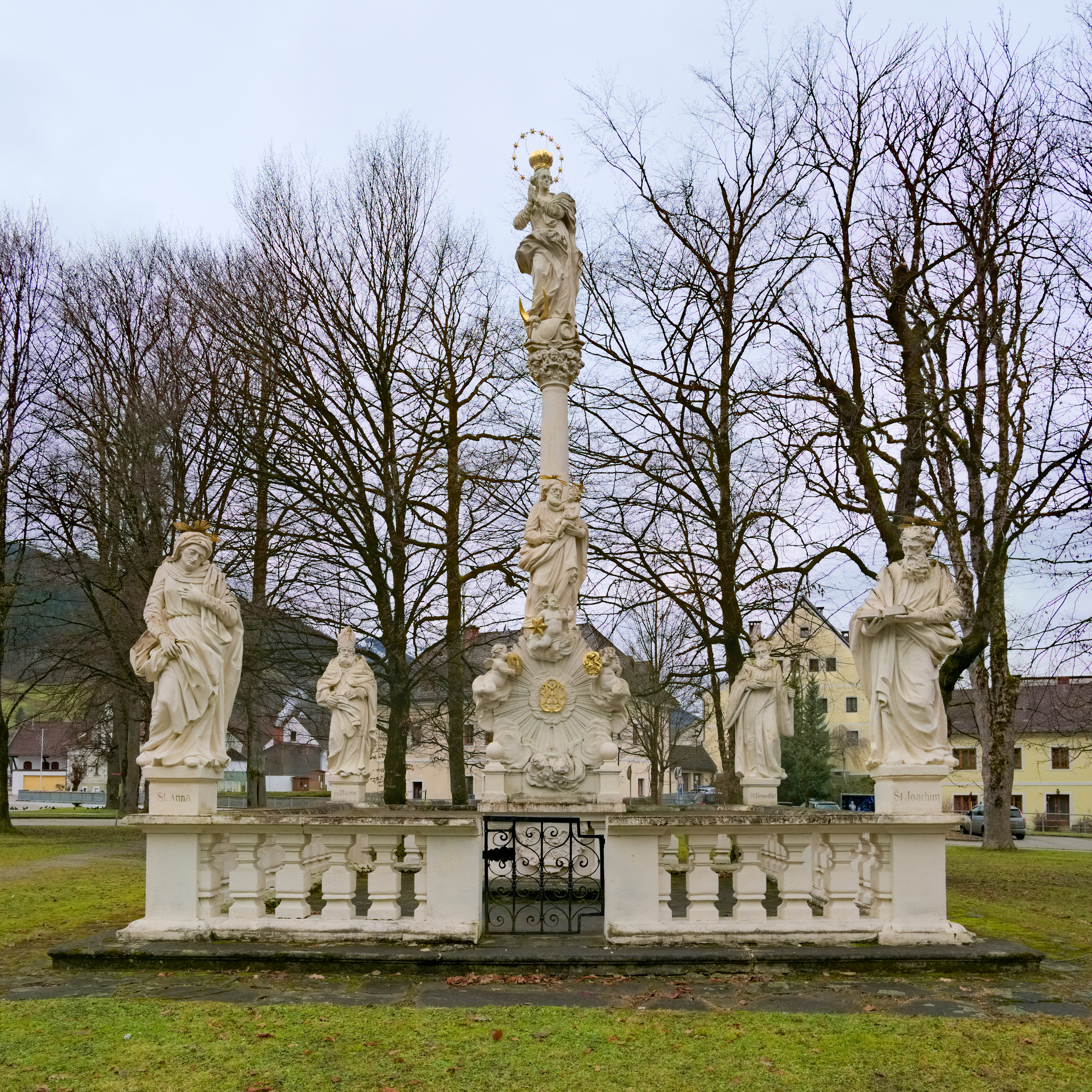
Die Admonter Mariensäule
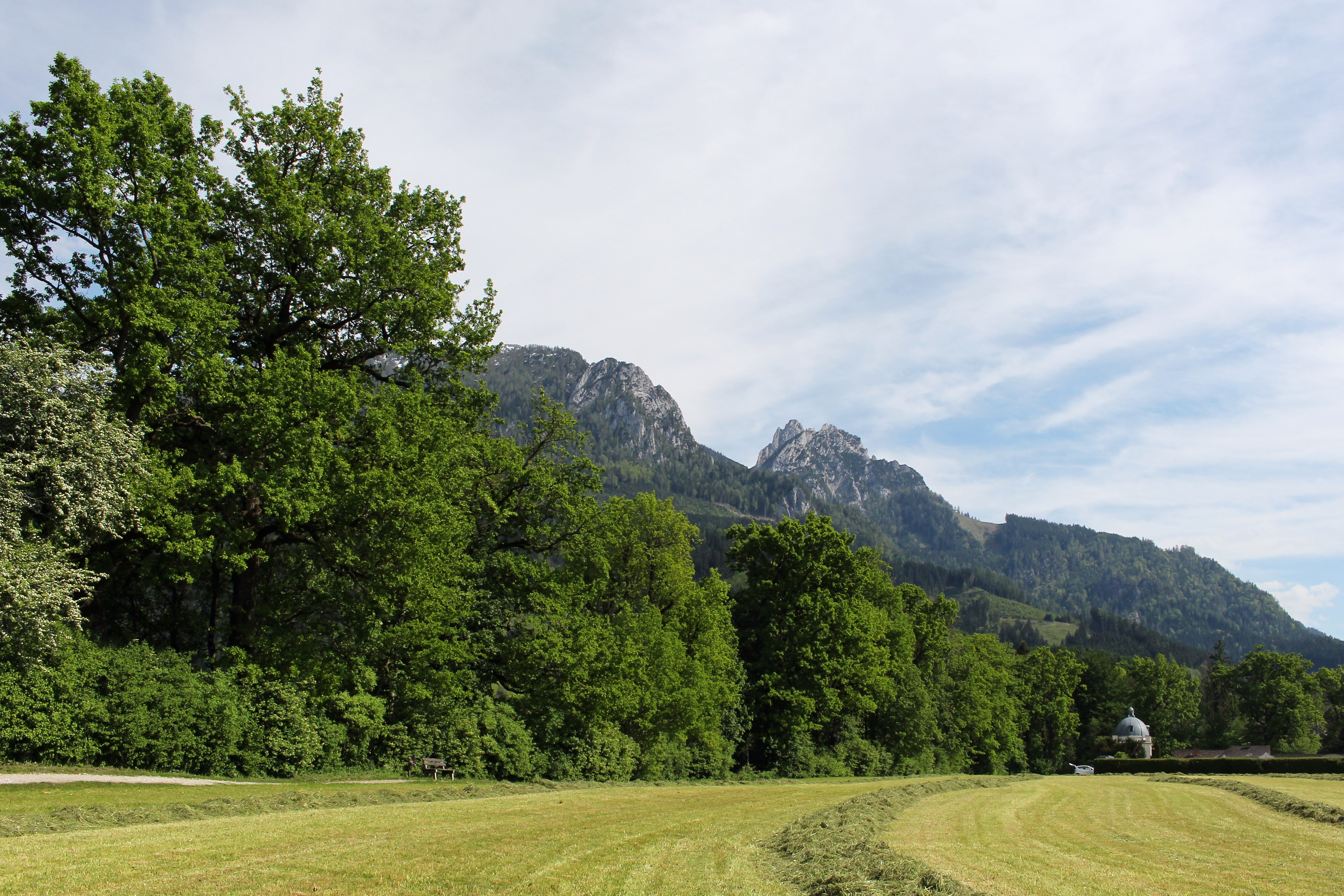
Kajetanpromenade in Admont
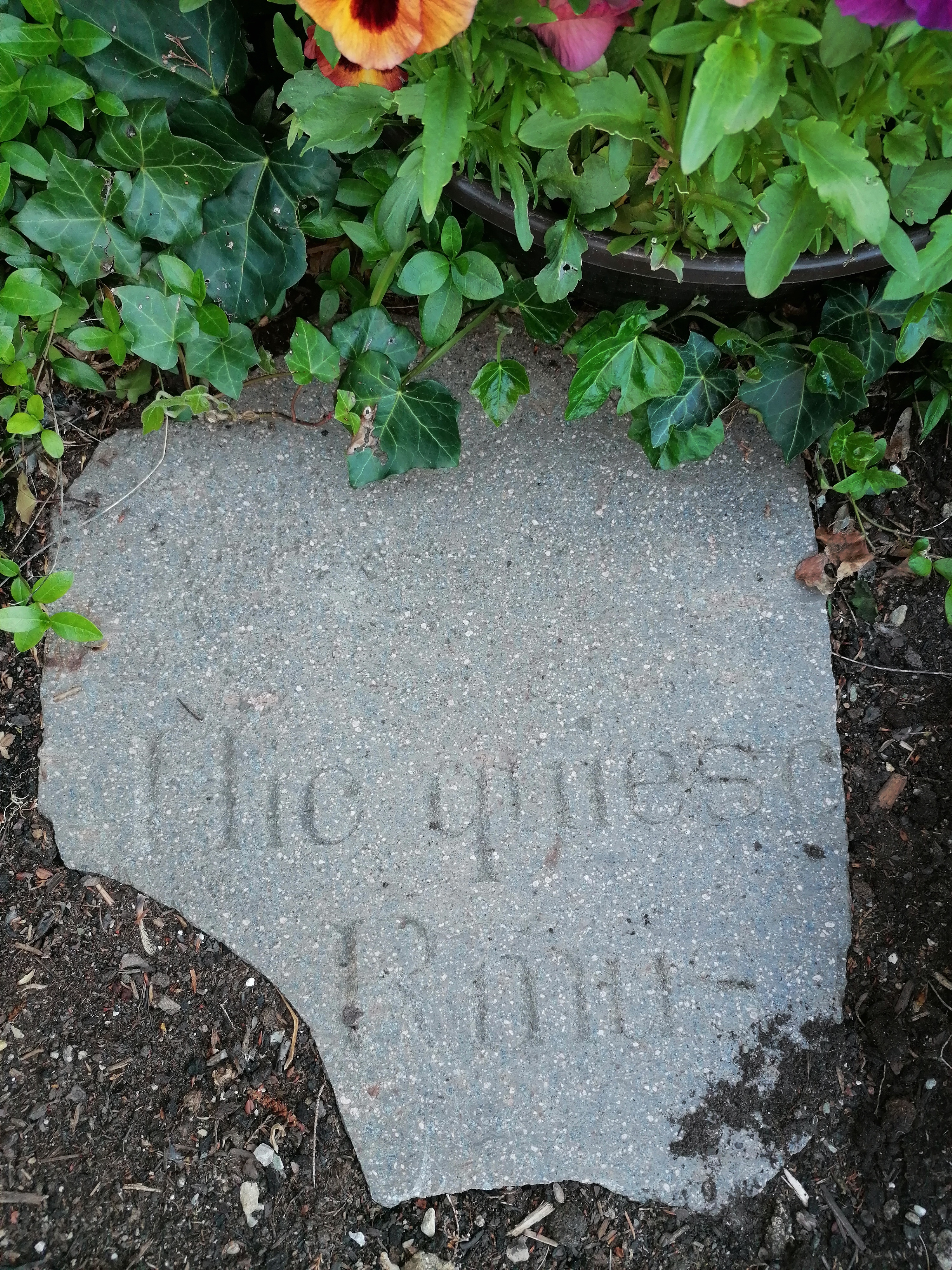
Fragment der Grabplatte Kajetan Hoffmanns
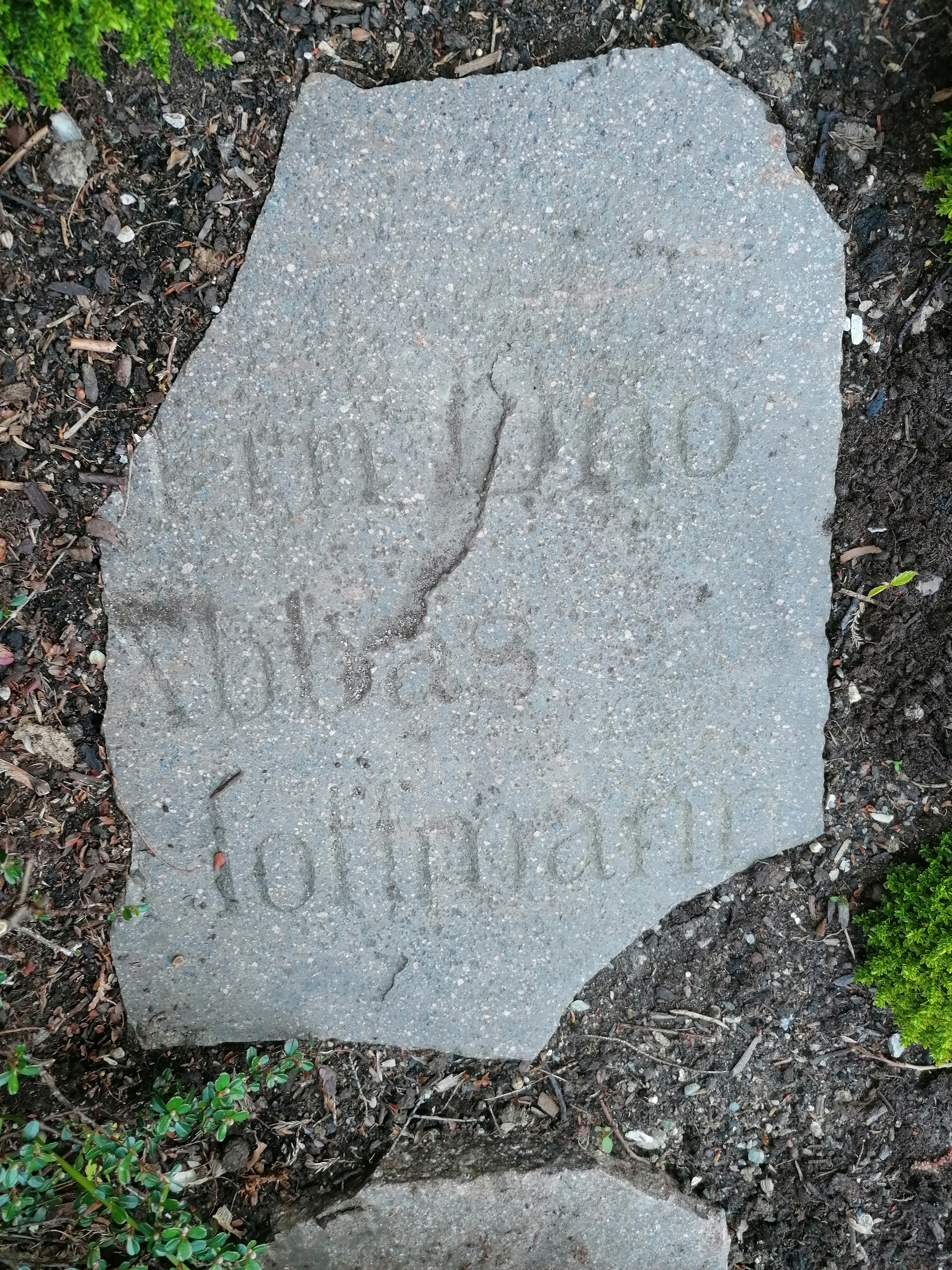
Fragment der Grabplatte Kajetan Hoffmanns